# Alfredo Amarillo
Alfredo Amarillo (Montevideo, 2 gennaio 1953) è un ex calciatore uruguaiano, di ruolo centrocampista.